# Borris (Irlanda)
Borris es una localidad situada en el condado de Carlow de la provincia de Leinster (República de Irlanda), con una población en 2016 de 652 habitantes.
Se encuentra ubicada cerca del río Barrow, en la cadena de las montañas de Blackstairs.